# Ainhoa Arbizu
Ainhoa Arbizu Ruiz (Barcelona, 24 de febrero de 1979) es una periodista y presentadora de radio y televisión española.

## Biografía
Nacida en Barcelona, estudió desde los tres hasta los dieciocho años en el colegio americano (American School of Barcelona) y se licenció en la carrera de Comunicación Audiovisual en la Universidad Pompeu Fabra de Barcelona.
Mientras cursaba los estudios, estuvo presentando durante dos veranos la agenda cultural en inglés y castellano de BTV (Barcelona Televisió) y produciendo videoclips y espots publicitarios. Como trabajo final de carrera dirigió y produjo el documental Animus: La esclerosis múltiple a través del arte. Le dieron el premio Planeta D al mejor documental novel (Docúpolis 2002, Barcelona) y el WAHMF (World Association of Health and Medicine Films).
Quería seguir formándose pero se apuntó a los cástines para el Canal Operación Triunfo y fue la presentadora escogida. Estuvo dos años y medio presentando el canal y los resúmenes diarios de OT en La 2. Aquí empezó su relación laboral con Televisión Española que le fue confiando la presentación de varios programas especiales de Operación Triunfo, Eurovisión... hasta que en 2004 se trasladó a Madrid para copresentar el programa Música 1. Durante los años siguientes presentó en TVE diversos formatos de entretenimiento y acontecimientos, tales como El disco del año, las galas de fin de año, Gala de la Rioja, Rock in Rio, Live 8, etc. También ha sido cuatro veces la portavoz de los votos de España en el Festival de Eurovisión.
Desde noviembre de 2006 hasta mediados de 2007 presentó Hollywood Boulevard en Sony Entertainment Television (Sony TV).
En 2007 Televisión Española le propuso ser la presentadora del Campeonato del Mundo de MotoGP (compaginando las presentaciones, también de MotoGP en Concierto y las galas de los MotoGP FIM Awards). Rápidamente se formó y se incorporó al equipo, llevando las riendas del programa durante tres temporadas. Las motos han llegado a convertirse en su gran pasión.
En 2010, debido a los recortes presupuestarios y a la crisis sufrida por TVE, Ainhoa se vio fuera del Campeonato Mundial de Motociclismo. Aun así siguió vinculada a la casa copresentando con Anne Igartiburu la Gala de Preselección de Eurovisión y siendo la portavoz española en el Festival de Eurovisión. Su último trabajo en TVE fue el 14 de junio de 2010 presentando Rock in Rio Madrid.

## Antena 3 (2010-2014)
Tras una relación de casi nueve años con Televisión Española, Ainhoa pasó a colaborar con Canal + presentando Wimbledon y el US Open. Durante el verano de 2010, Antena 3 la eligió para hacer la sustitución de verano de su consolidado programa El diario. A partir de aquí, Ainhoa se queda en dicha cadena para presentar los deportes en Antena 3 Noticias 1 de forma recurrente. Durante las vacaciones navideñas y compaginándolo con los deportes, se pone al frente del magacín matinal Espejo público, sustituyendo a Susanna Griso. Desde abril de 2011, presenta el programa El día que cambió mi vida en Nova y vuelve a sustituir a Sandra Daviú en El diario durante el verano.
Arbizu es junto a Karlos Arguiñano la imagen de la Fundación de Antena3 en la campaña de El Estiron que lucha contra la obesidad infantil desde 2010.
Ha realizado varios programas para los canales TDT del grupo AtresMedia. En Nova presentó el programa de entrevistas, El día que cambió mi vida en 2011. Y en Neox fue la conductora de la última cita de Rock in Rio Madrid en julio de 2012.
En 2013 copresenta con Arturo Valls el exitoso programa Splash! Famosos al agua, que ha compaginado con la presentación de la sección de Deportes en Antena 3 Noticias 1. El 23 de diciembre de 2014 se despidió de la audiencia de este último, tras presentar el espacio durante cuatro años.
Desde 2014, sigue vinculada a Atresmedia apareciendo en las campañas promocionales de Objetivo Bienestar.

## Atresmedia (2014-2017)
Sigue vinculada al grupo, con "Objetivo Bienestar Júnior" que lucha para que los jóvenes, tengan un estado de salud y alimentación saludables.